# Broek (Gulpen-Wittem)
Broek (Limburgs: Brook) is een buurtschap van Mechelen ten noorden van Epen in de gemeente Gulpen-Wittem in de Nederlandse provincie Limburg. De buurtschap ligt tussen de Geul en de Nutbron. Zij ontleent haar naam aan een broek, een moerassig gebied.
In Broek staan nog verschillende vakwerkhuizen in een authentiek Zuid-Limburgs landschap met holle wegen en graften.
Dorpen: Epen · Eys · Gulpen · Mechelen · Nijswiller · Partij-Wittem · Reijmerstok · Slenaken · Wahlwiller · Wijlre

Gehuchten en buurtschappen: Beertsenhoven · Berghem · Berghof · Beutenaken · Billinghuizen · Bissen · Bommerig · Broek · Cartils · Crapoel · Dal · Diependal · Elkenrade · Elzet · Eperheide · Etenaken · Euverem · Eyserhalte · Eyserheide · Gracht Burggraaf · Heijenrath · Helle · Hilleshagen · Höfke · Hoogcruts · Hurpesch · De Hut · Ingber · Kapolder · Kleeberg · Klein-Kullen · Klein-Kuttingen · Kosberg · Kuttingen · Landsrade · Overeys · Overgeul · Partij · Pesaken · De Piepert · Plaat · Schilberg · Schweiberg · Sinselbeek · Stokhem · Terpoorten · Terziet · Trintelen · Waterop · Wittem

Limburg: Steden en dorpen      Nederland: Provincies · Gemeenten